# Erdei fülemülerigó
Az erdei fülemülerigó (Hylocichla mustelina) a madarak osztályának verébalakúak (Passeriformes) rendjébe és a rigófélék (Turdidae) családjába tartozó Hylocichla nem egyetlen faja.

## Előfordulása
Kanada és az Amerikai Egyesült Államok keleti részein költ, telelni Közép-Amerikába vonul.

## Megjelenése
Testhossza 19–21 centiméter, szárnyfesztávolsága 30–34 centiméter, testtömege pedig 40–50 gramm.